# Saint-Luperce
Saint-Luperce är en kommun i departementet Eure-et-Loir i regionen Centre-Val de Loire strax norr om centrala Frankrike. Kommunen ligger i kantonen Courville-sur-Eure som tillhör arrondissementet Chartres. År 2022 hade Saint-Luperce 994 invånare.

## Befolkningsutveckling
Antalet invånare i kommunen Saint-Luperce
Referens:INSEE